# Six Flags Fiesta Texas
Koordinaten: 29° 35′ 58″ N, 98° 36′ 34″ W
Six Flags Fiesta Texas ist ein amerikanischer Freizeitpark der bekannten Freizeitparkgruppe Six Flags. Der 0,84 km² große Park befindet sich in San Antonio, Texas, und wurde 1992 als Fiesta Texas eröffnet. 1996 fand die Umbenennung in Six Flags Fiesta Texas statt, nachdem der Park durch Six Flags gekauft wurde.

## Attraktionen

### Achterbahnen
| Name                              | Typ                   | Hersteller                  | Eröffnungsjahr |
| --------------------------------- | --------------------- | --------------------------- | -------------- |
| Batman The Ride                   | 4th-Dimension-Coaster | S&S                         | 2015           |
| Boomerang                         | Shuttle Coaster       | Vekoma                      | 1999           |
| Dr. Diabolical’s Cliffhanger      | Dive Coaster          | Bolliger & Mabillard        | 2022           |
| Goliath                           | Inverted Coaster      | Bolliger & Mabillard        | 2008           |
| Iron Rattler                      | Hybrid Coaster        | Rocky Mountain Construction | 2013           |
| Pandemonium                       | Spinning Coaster      | Gerstlauer                  | 2007           |
| Poltergeist                       | Launched Coaster      | Premier Rides               | 1999           |
| Road Runner Express               | Minenachterbahn       | Arrow Dynamics              | 1997           |
| Streamliner Coaster               | Familienachterbahn    | Vekoma                      | 1992           |
| Superman Krypton Coaster          | Floorless Coaster     | Bolliger & Mabillard        | 2000           |
| Wonder Woman Golden Lasso Coaster | Single-Rail Coaster   | Rocky Mountain Construction | 2018           |

#### Ehemalige Achterbahnen
| Name            | Typ                             | Hersteller                            | Eröffnung | Schließung |
| --------------- | ------------------------------- | ------------------------------------- | --------- | ---------- |
| Joker’s Revenge | Stahlachterbahn mit Inversionen | Vekoma                                | 1996      | 2001       |
| Rattler         | Holzachterbahn                  | Roller Coaster Corporation of America | 1992      | 2012       |

### Weitere Fahrgeschäfte
- Fireball[15]
- Go-Karts[16]
- Hurricane Force 5[17]
- Scream[18]
- Screamin’ Eagle Zipline[19]
- SkyScreamer[20]
- Slingshot[21]
- The Joker Carnival of Chaos[22]